# Molkenhaus (Bad Harzburg)

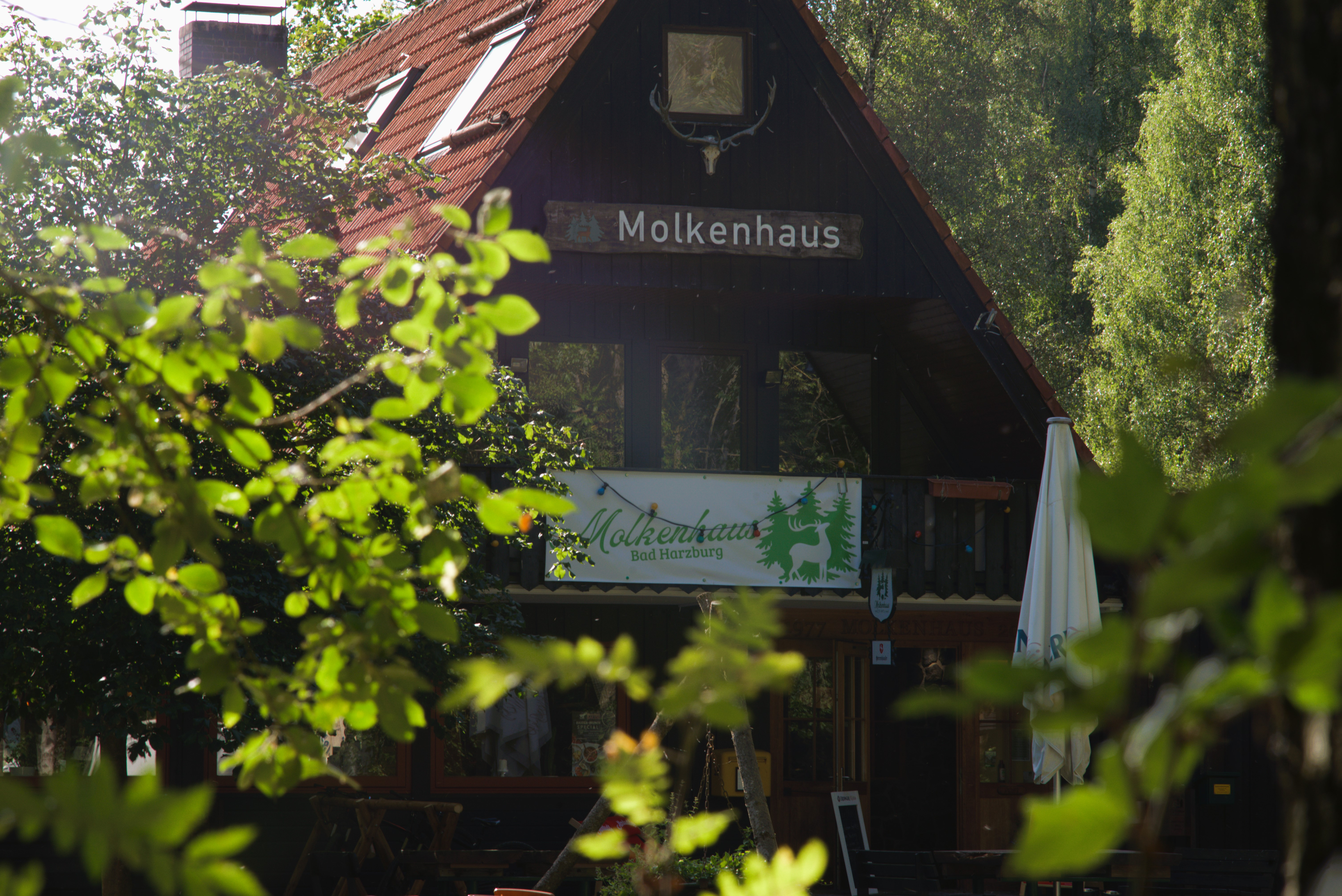
Molkenhaus, 2024

Das Molkenhaus im Mittelgebirge Harz bei Bad Harzburg im niedersächsischen Landkreis Goslar ist ein im Jahr 1822 als Holzhaus gebautes Stallgebäude, das später als Pension und Ausflugsgaststätte diente.

## Geographische Lage
Das Molkenhaus befindet sich im Oberharz im Nationalpark Harz. Es steht rund 3 km südsüdöstlich der Kernstadt von Bad Harzburg und etwa 1 km östlich der am Winterberg gelegenen Rudolfklippe auf der Talaue am vom Ecker-Zufluss Großer Hasselbach durchflossenen Hasselteich auf zirka 524 m ü. NN.
Etwa 2 km südsüdöstlich erstreckt sich auf der Grenze zu Sachsen-Anhalt der Eckerstausee.

## Geschichte
Das erste Molkenhaus ließ im Jahr 1665 der Amtmann Johann Heinrich von Uslar am Osthang des Seilenbergs, nahe dem Fuhlelohnbach, errichten. Nachdem dies 1822 aufgegeben worden war, entstand das zweite Molkenhaus am Hasselteich. Beide Häuser dienten einst dazu, das Vieh in der Nähe von Bergweiden zu melken, ohne es in die entfernt liegenden Höfe zu treiben. Sie befanden sich im Besitz des Ritterguts Bündheim-Bad Harzburg.
1883 übernimmt der Landwirt Otto Reuß das Molkenhaus und nutzt das Weideland durch eine Herde reinrassiger brauner Harzkühe. Durch die Erschließung der Region mit der Eisenbahnlinie Braunschweig – Bad Harzburg kommt der Tourismus in Schwung und das Molkenhaus entwickelte sich ab 1891 zu einem Wirtshaus; eine Stelle zur Wildfütterung, in der Wild beobachtet werden kann, wurde ebenfalls angegliedert. Am 15. Dezember 1973 wurde das damalige Molkenhaus  auf Anordnung der Forstverwaltung abgebrannt und 1976 an gleicher Stelle durch einen Neubau ersetzt, der bis Anfang 2019 als Gaststätte genutzt wurde.
2019 bis 2021 gab es zwei Jahre Leerstand; und dann noch einmal einen Leerstand im Sommer 2022. Seit Oktober 2022 wird das Molkenhaus wieder bewirtschaftet. Während der Saison von Dezember bis April wird täglich, mit Einbruch der Dämmerung, die Wildtierfütterung veranstaltet.

## Wandern

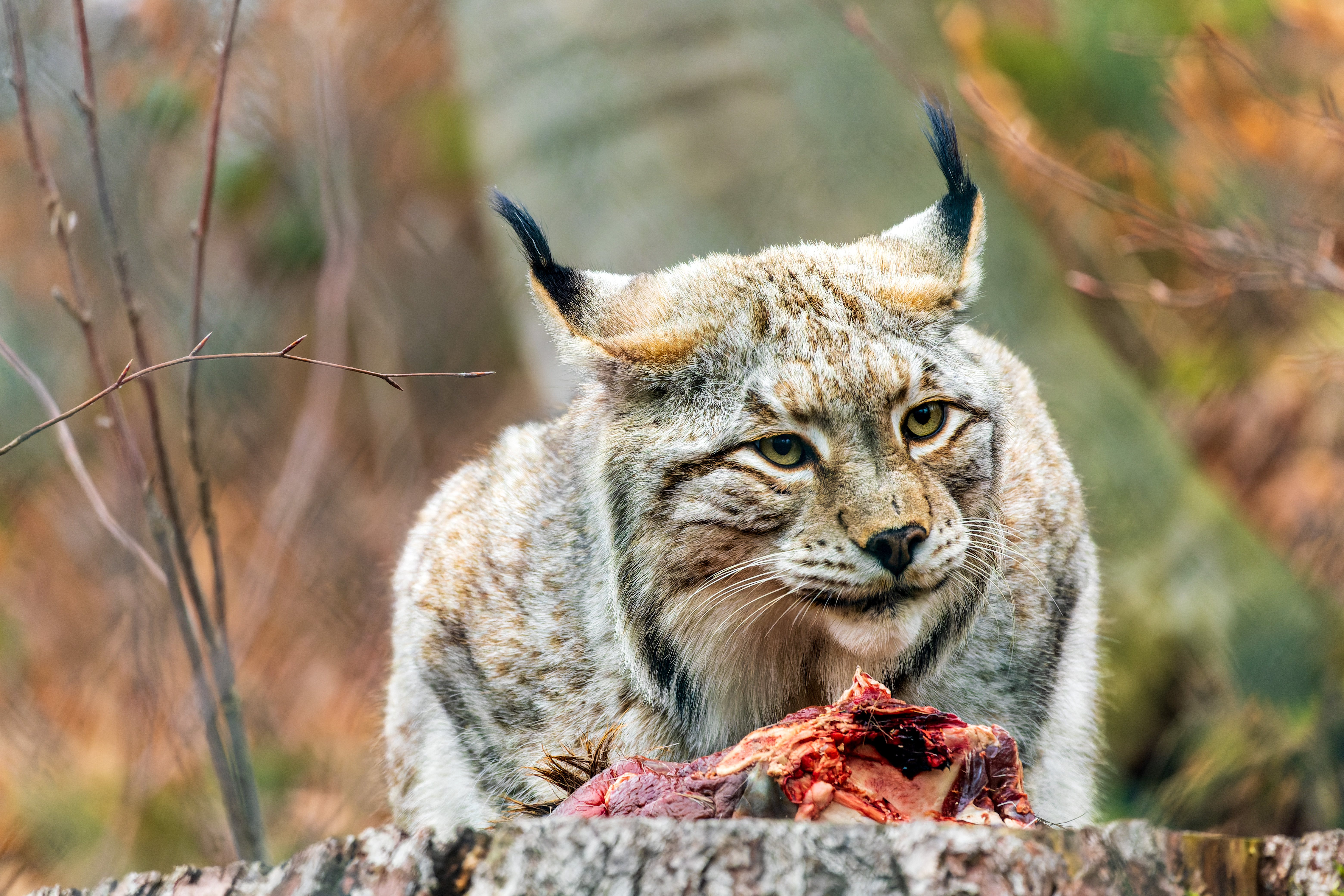
Luchs im Gehege an der Rabenklippe

Der kürzeste Weg zum Molkenhaus führt nach ca. 3 km Wanderung vom Parkplatz oberhalb des Radauwasserfalls über die Rudolfklippe steil ansteigend in östlicher Richtung zum Molkenhaus.
Das Waldgasthaus ist als Nr. 169 in das System der Stempelstellen der Harzer Wandernadel einbezogen. 7,9 km (Luftlinie) südöstlich befindet sich in Sachsen-Anhalt die Stempelstelle Nr. 23 – Molkenhausstern.
Von Bad Harzburg ist das Molkenhaus gut über den Kaiserweg, welcher mit einem blauen Punkt gekennzeichnet ist, zu erreichen. Als Startpunkt bietet sich die Harzburg an, welche über die Burgbergseilbahn bequem zu erreichen ist.
Eine familiengeeignete Rundwanderung von 13 km Länge startet am Parkplatz Baumwipfelpfad Harz. Die Wanderung führt über den Burgberg vorbei am Ostlandkreuz über das Luchsgehege an der Rabenklippe zum Molkenhaus. Von dort geht es dann über den Märchenwald zurück zum Startpunkt.